# Castell de Jafre
El Castell de Jafre fou un castell termenat documentat primigèniament el 1228 bressol del municipi de Jafre (Baix Empordà) i catalogat com a bé cultural d'interès nacional. Resten pocs testimonis arquitectònics del castell medieval de Jafre visibles a la placeta al costat nord de l'església parroquial de Sant Martí, la qual, en ésser reedificada al segle xviii incorporà alguna part dels murs de la fortalesa. Aquest detall s'observa també a l'exterior i al costat septentrional del dit temple parroquial on s'hi veuen fragments d'aparells de carreus grans i mal quadrats corresponents al castell. La resta més notable és un mur que incideix perpendicularment a l'església. El llenç es conserva en una llargada d'uns 7 metres i en una alçada de 8 metres aproximadament. Ha estat convertit en la façana d'una casa i hi han estat practicades obertures, algunes fa molt pocs anys. L'existència de sageteres ens demostra que el parament avui visible és el que donava a l'interior de la fortalesa. L'aparell de carreuada és el descrit anteriorment.
El castell de Jafre fou el bressol del llinatge senyorial del mateix nom. El primer personatge documentat -any 1243- s'anomena Guillem. Sembla que el succeí Artal de Jafre, del qual es tenen notícies del 1279. El cognom Jafre es perdé al segle xvi en heretar de senyoriu Rafaela de Jafre qui es casà amb B. J. de Marimon, encara que els descendents es feren anomenar sovint Marimon-Jafre. D'aquest llinatge va néixer Jofre de Jafre, abat de Sant Salvador de Breda, mort l'any 1336, sota el govern del qual bastí el temple gòtic del monestir de la Selva. L'any 1462, a Jafre, durant la guerra contra Joan el Sense Fe, hi hagué una forta acció dels pagesos, que degollaren 30 francesos. Sembla que la reina Joana hagué de permetre que, en represàlia, fossin penjats trenta presoners. Aleix de Marimon-Jafre, senyor d'aquest castell, mort el 1643, fou capità del castell de Salses i portaveu del governador general de Catalunya.